# Takuya Eguchi
Takuya Eguchi (江口 拓也, Eguchi Takuya, Ibaraki, 22 de maio de 1987) é um dublador japonês afiliado a 81 Produce.
Nasceu em Setagaya, Tóquio, mas foi criado em Ibaraki.

## Filmografia

### Anime
2008
- Live On Cardliver Kakeru (Tsubame Ozora)

2009
- Eden of the East (Satoshi Ōsugi)
- Tatakau Shisho - The Book of Bantorra (Hyoue Janfus)

2010
- Katanagatari (Boufura Maniwa)
- Pocket Monsters: Best Wishes! (Dwebble)

2011
- Aria the Scarlet Ammo (Ryo Shiranui)[3]
- Gosick (Kazuya Kujo)[4]
- Inazuma Eleven GO (Amemiya Taiyou, Isozaki Kenma)
- Yu-Gi-Oh! Zexal (Shuta Hayami)

2012
- Campione! (Salvatore Doni)
- Inu x Boku SS (Banri Watanuki)[5]
- Ixion Saga DT (Kon Hokaze)[6]
- Kuroko's Basketball (Shinji Koganei)
- Mobile Suit Gundam AGE (Asemu Asuno)
- Oda Nobuna no Yabō (Yoshiharu Sagara)
- Sword Art Online (Ducker)

2013
- Battle Spirits: Sword Eyes (Revel)
- Beast Saga (Auger)
- Gundam Build Fighters (Luang Dallara)
- Pocket Monsters: Best Wishes Season 2 Episode N (Cheren)
- Pocket Monsters: The Origin (Green)
- Makai Ōji: Devils and Realist (William Twining)
- Mushibugyō (Shungiku Koikawa)
- Yahari Ore no Seishun Love Come wa Machigatteiru (Hachiman Hikigaya)
- The Unlimited Hyobu Kyosuke (I-#8)
- Kuroko's Basketball 2 (Shinji Koganei)

2014
- Hamatora (Mao)
- Love Stage!! (Ichijo Ryoma)
- Himegoto (Tadokoro, cameco C, failure B; male staffer; photographer B)
- Jinsei (Shibainu lover)
- SoniAni: Super Sonico The Animation (host, ep 10)
- Ace of Diamond (Maki Yousuke)
- Re:_Hamatora (Mao)

2015
- Cute High Earth Defense Club Love! (Enkaku Sōsa)
- Kuroko's Basketball 3 (Shinji Koganei)
- Baby Steps Season 2  (Atsushi Taira)
- My Love Story!! (Takeo Gouda)
- Yahari Ore no Seishun Love Come wa Machigatteiru. Zoku (Hachiman Hikigaya)

2016
- 91 Days (Nero Vanetti)
- Danganronpa 3: The End of Hope's Peak High School (Sonosuke Izayoi)

2022
- Spy x Family (Loid Forger a.k.a. Twilight)